# Jean pormanove

## Biographie rapide de Jean Pormanove

### Identité et début de carrière
- Naissance : Jean Pormanove est français, né le 26 janvier 1979 mort le 18/08/2025
- Il a débuté sur TikTok en mars 2020, où il partage du contenu humoristique et gaming, notamment autour de jeux comme FIFA, GTA V et Fortnite. Sa communauté y compte environ 550 000 fans Famous Birthdays.
- Sur Twitch, il diffuse majoritairement des sessions "Just Chatting" et compte plus de 669 000 followers, avec plus de 35 millions de vues accumulées StreamersBase.

### Style et contenu
- Jean Pormanove se distingue par son univers drôle et décalé, alternant challenges farfelus (comme des "douches de peinture"), gaming intense, moments de rage partagés avec humour, et interactions scénarisées avec son chat Jeanpormanove.
- Il est actif notamment sur la plateforme Kick, où il déploie une ambiance interactive et festive avec sa communauté Jeanpormanove.

### Présence et monétisation
- Sur Instagram, il compte environ 132 000 abonnés, avec un taux d'engagement estimé à 6,56 %, jugé excellent. Ses revenus mensuels y sont estimés entre 3 500 et 4 700 USD HypeAuditor.com.
- Sur YouTube, sa chaîne compte environ 201 600 abonnés, avec un taux d’engagement de 5,72 %. Ses revenus mensuels sont estimés entre 1 062 et 1 455 USD HypeAuditor.com.

### Événements publics
- Il a participé à la Paris Games Week 2022, aux côtés d'autres créateurs comme Pirastack, Unchained, Jolavanille ou Bichou Actumag.frActumag.fr.

### Controverses et réactions en ligne
- Des vidéos de TheKAIRI78 mettent souvent en scène des séquences où Jean Pormanove est provoqué ou mis en situation embarrassante (“JEAN PORMANOVE M’INSULTE” ou “JEAN PORMANOVE S’ÉNERVE CONTRE MOI”) Allo Trends+2Allo Trends+2.
- Sur des forums comme jeuxvideo.com, certains internautes ont évoqué des comportements polémiques, notamment des propos insultants ou des débordements en live. Il aurait également subi des sanctions, comme un ban temporaire sur Twitch pour langage inapproprié Jeuxvideo.com+1.« Ils lui lancent H24 des piques pour le faire rager un max et faire des vues… » Jeuxvideo.com   « On voit la médiocrité de la personne dans ses rages… » Jeuxvideo.com

### Résumé synthétique
Jean Pormanove est un streamer français né en 1979, actif sur des plateformes comme TikTok, Twitch, Instagram, YouTube et Kick. Il propose un contenu hybride entre gaming, humour et interaction déjantée, et a su bâtir une communauté solide — entre 132 000 et plus de 669 000 abonnés selon la plateforme.
Il génère des revenus significatifs sur Instagram et YouTube et participe à des événements majeurs comme la Paris Games Week. Toutefois, son style parfois provocateur ou exubérant lui a également attiré critiques et controverses, notamment autour de son comportement en live.